# ルーファス・アイザックス (初代レディング侯爵)
初代レディング侯爵ルーファス・ダニエル・アイザックス（英: Rufus Daniel Isaacs, 1st Marquess of Reading, GCB, GCSI, GCIE, GCVO, PC, KC、1860年10月10日 - 1935年12月30日）は、イギリスの政治家、法曹、貴族。
法曹として活躍した後、庶民院議員に当選して政界入りし、インド総督(在職1921年-1925年)や外務大臣(在職1931年)を務めた。1914年にレディング男爵、1916年にレディング子爵、1917年にレディング伯爵、1926年にレディング侯爵に叙された。
ユダヤ人ながらに一代にして侯爵まで昇った。

## 経歴

### 法曹として
果物屋のユダヤ人の息子としてロンドンで生まれる。
14歳で教育を終え、客船のボーイや家業の手伝い、株式取引所などで働いていたが、弁護士を志して1885年にミドル・テンプルに入学。弁護士試験を突破して弁護士となった。ビジネス関係の訴訟に多く携わり、名弁護士として名を馳せた。
1904年のレディング選挙区の補欠選挙で庶民院議員に当選。自由党に所属し、党内ではデビッド・ロイド・ジョージの腹心として知られた。

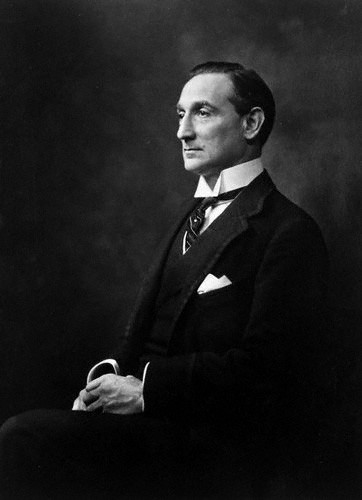
1910年頃のルーファス・アイザックス

法曹界でも急速に昇進し、法務次官や法務総裁を経て、1913年に首席判事に就任し、法官貴族として貴族院議員に列する。1914年にはレディング男爵に叙せられる。

### マルコニ事件
法務総裁時代の1912年から1913年にかけてマルコニ事件の疑惑の渦中の人物となった。ルーファスの弟ゴッドフリー・アイザックス（Godfrey Isaacs）はマルコニ社の常務取締役だった。1912年7月に大英帝国各地に張り巡らせる帝国無線通信網の工事をマルコニ社が請け負う契約がゴッドフリーと郵政大臣ハーバート・サミュエルの間で結ばれた。しかしこれについてアイザックス兄弟とサミュエルの三人が結託して「質の悪い」マルコニ社の無線を優遇して採用したという噂が流れた（三人ともユダヤ人だったことがこの噂を助長した）。またルーファスやサミュエル、ロイド・ジョージなどの閣僚たちが株のインサイダー取引を行ったという疑惑も広まった。しかしルーファスもサミュエルも1912年10月の議会答弁でその疑惑を否定した。
1913年2月、フランスの『ル・マタン』紙がサミュエルとアイザックス兄弟のインサイダー取引疑惑を報じたが、ルーファスは事実無根として同紙を訴えた。裁判自体は『ル・マタン』側が非を認めて争わなかったことでルーファスの勝訴に終わったが、この裁判の際にルーファスは、アメリカ・マルコニ社の株を所有していること、その一部をロイド・ジョージに売ったこと、しかしアメリカ・マルコニ社はイギリス・マルコニ社とは全く無関係であること、またこの株について儲かるどころか損をしたことを証言した。
これは昨年10月の議会での発言と食い違っているように思われた。そのため庶民院のマルコニ契約特別委員会は、1913年3月から5月にかけてアイザックス兄弟やロイド・ジョージ、サミュエルらを証人喚問したが、委員の多数派は自由党だったので「法務総裁と蔵相（ロイド・ジョージ）に対する批判は事実無根である。二人は国務大臣の義務と何ら抵触しないと信じて行ったし、アメリカ・マルコニ社は陛下の政府との契約に何ら利害関係がない」という報告書をまとめた。野党保守党はこれに納得せず、ルーファスやロイド・ジョージへの不信任案を提出してきたものの、否決された。その結果、政治生命を失うことは免れた。

### 第一次世界大戦

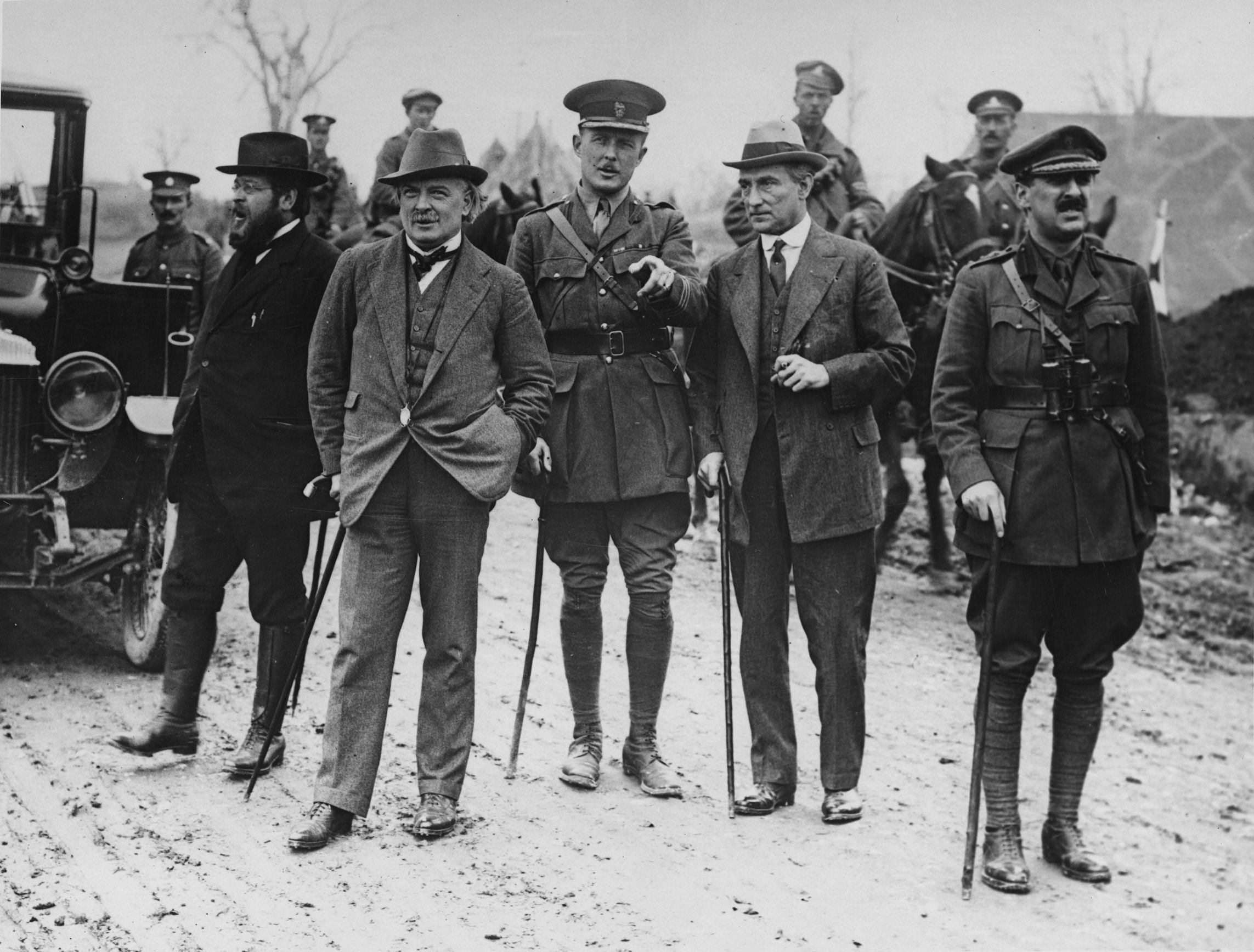
第一次世界大戦中の1916年、フランス戦線の視察。手前の5人のうち左から2人目がロイド・ジョージ、4人目がレディング卿。

第一次世界大戦中にはアメリカから借款を取り付けるべくアメリカに派遣される英仏代表団の団長を務めている。彼の交渉のおかげでアメリカから5億ドルの借款を獲得した。この功績で1916年にレディング子爵位を与えられた。
さらにアメリカ参戦後には英米の経済関係を調整するハイコミッショナーに就任。米政府との交渉の功績で1917年にはレディング伯爵とアーレイ子爵を与えられた。さらに1918年1月には駐米大使に就任し、アメリカ陸軍のヨーロッパへの派兵を促して祖国イギリスの勝利に貢献した。戦後の1919年5月には本国へ帰還し、ロイド・ジョージ首相のもとで講和交渉に尽力した。

### インド総督
1921年1月にインド総督兼副王に就任し、4月から着任した。レディング卿は唯一のユダヤ人総督であった。当時の英領インド帝国は危機的状況にあった。前総督チェルムスフォード卿のローラット法をはじめとする強圧政治への反発が激しく、大英帝国の支配への抵抗運動がかつてない規模に達していたのである。インド国民会議もオスマン帝国に対する戦後処理をめぐって反英的になっていたイスラム教徒と連携して1919年インド政府法の施行を妨害しようとした。レディング卿もその弾圧に手を焼くことになった。チョウリ・チョワラーで警官22人が焼き殺される事件が発生すると、レディング卿はその運動の指導者としてガンジーを逮捕させた。
またイスラム教徒をインド国民会議の抵抗運動から切り離すことを企図してオスマン帝国の戦後処理に関してイスラム教のカリフ制を保全すべきことを本国政府に訴え、その信書をイスラム教徒へ向けて公表している。これが功を奏し、イスラム教徒は徐々にインド国民会議の抵抗運動から離れていき、ガンジーの影響力は低下した。この挫折でインド国民会議はインド帝国内からの変革を目指し、1923年から選挙に参加するという妥協路線を余儀なくされた。この策略は、後のインド分裂の遠因となる。
一方でレディング卿は自由主義者としてインド帝国の内政改革も行い、弾圧法規のローラット法や新聞法を廃止した。またインド内で評判の悪い国産綿製品への消費税も廃止した。インド人にインド帝国政府の上級ポストやインド軍将校への道も開いた。だがこの頃から総督がどんな統治をしようが関係なく、インド人からはイギリス人の支配に対する反発しか起こらなくなっていた。
インド人からはいまだに嫌われている総督の一人である。『インド史辞典』の著者バタッチャリアは同書の中でレディング卿について「伝統的なヒンズーとムスリムの対立を利用し、ガンジーを逮捕し、非協力運動の崩壊を見、インドの憲法問題の解決に積極的な貢献をしなかった」と酷評している。またイギリス・ユダヤ人たちの間にもインドで反英運動が高まっている時期にわざわざユダヤ人を「同じ東洋人」として総督に任じ、弾圧の総指揮をとらせ、インド人の憎しみをイギリス人ではなくユダヤ人に向けさせようとした策略として批判する意見がある。
1926年4月に総督を退任。総督としての功績によりレディング侯爵に叙せられた。一代にして爵位がこれほど昇進したのはウェリントン公爵以来のことであるという。またユダヤ人としては唯一の侯爵位であった。

### 晩年

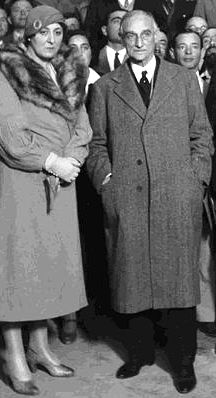
1932年のレディング侯爵夫妻。

1931年8月から11月にかけてはラムゼイ・マクドナルド挙国一致内閣の外務大臣に就任し、世界大恐慌で混乱する世界情勢の収集外交にあたった。しかし短期間で辞職した。
また晩年にはユダヤ人擁護運動とシオニズム運動に尽力した。1926年にはイギリス委任統治領パレスチナでパレスチナ電機会社の社長に就任し、1932年には実際にパレスチナを訪問し、様々なシオニズム運動に名を連ねた。また1933年にドイツでナチス政権が誕生してユダヤ人迫害が強まるとそれを糾弾する演説を貴族院で行った。
1934年に政界引退し、名誉職の五港長官に就任。翌1935年に死去した。爵位は息子のジェラルド・ルーファス・アイザックスが継承した。
- レディングにあるレディング侯爵ルーファス・アイザックス像

## 栄典

### 爵位
1914年1月9日に以下の爵位を新規に叙される。
- バークシャー州におけるアーレイの初代レディング男爵 (1st Baron Reading, of Erleigh in the County of Berkshire)
(勅許状による連合王国貴族爵位)

1916年1月26日に以下の爵位を新規に叙される。
- バークシャー州におけるアーレイの初代レディング子爵 (1st Viscount Reading, of Erleigh in the County of Berkshire)
(勅許状による連合王国貴族爵位)

1917年12月20日に以下の爵位を新規に叙される。
- 初代レディング伯爵 (1st Earl of Reading)
(勅許状による連合王国貴族爵位)
- バークシャー州におけるアーレイの初代アーレイ子爵 (1st Viscount Erleigh, of Erleigh in the County of Berkshire)
(勅許状による連合王国貴族爵位)

1926年5月7日に以下の爵位を新規に叙される。
- 初代レディング侯爵 (1st Marquess of Reading)
（勅許状による連合王国貴族爵位）

### 勲章
- 1911年、ロイヤル・ヴィクトリア騎士団(勲章)ナイト・コマンダー (KCVO)
- 1915年、バス騎士団(勲章)ナイト・グランド・クロス（GCB）
- 1921年、インドの星騎士団(勲章)ナイト・グランド・コマンダー（GCSI）
- 1921年、インド帝国騎士団(勲章)ナイト・グランド・コマンダー (GCIE)
- 1922年、ロイヤル・ヴィクトリア騎士団(勲章)ナイト・グランド・クロス (GCVO)[15]

## 家族
1887年にアリス・コーエン(-1930)と最初の結婚をし、彼女との間に一人息子で爵位を継承するジェラルド・アイザックスを儲けた。
アリスとの死別後の1931年にステラ・チャーナウドと再婚したが。彼女との間には子供はなかった。